# バイブス秘宝の謎
『バイブス秘宝の謎』（原題：Vibes）は、1988年製作・公開の南米を舞台としたアメリカ映画。アクション、アドベンチャー。主演は、本作が記念すべき映画初出演となったロックシンガーのシンディ・ローパーで、主題歌も自身が歌っている。音楽は『タイタニック』のジェームズ・ホーナー。

## あらすじ
並外れた超能力を持つ女性シルヴィア（シンディ・ローパー）は、パーティーで知り合ったニック（ジェフ・ゴールドブラム）という男性が、自分と同じ能力を持っていることを知った。そんな二人を利用しようと、資産家でハリー（ピーター・フォーク）と名乗る謎の人物が近づいてきた。南米のアンデス山脈へ冒険に出たまま行方不明となった息子の消息を辿るべく、二人の能力が必要なのだという。高額な報酬をもらった手前ことわることもできず、むしろ退屈しのぎと考えていた二人はハリーとともに南米へ旅に出る。だが、ハリーの真の狙いは、古代インカ帝国時代の失われた幻の秘宝の存在であった。目的を打ち明けられた日から、一行は何者かに命を狙われ始める。

## 興行成績
人気歌手のシンディ・ローパーがイメージそのままのキャラクターで闊達なヒロインに扮し、映画に初めて出演するなど当初の話題性は抜群だったが、興行的には成功したとは言えなかった。批評家からは「バッド・バイブス」（いやな感じ）と貶され、シンディ・ローパーのキャリアは二度と元に戻らないだろうと言われた。シンディ・ローパーもまた「『バイブス』はほんとに私のキャリアを傷つけた」と回想し、当時ローパーのマネージャーだった恋人（のちに夫）のデイヴィッド・ウルフとの関係にも悪影響を及ぼした、と述べている。

## キャスト
- シルヴィア ： シンディ・ローパー
- ニック ： ジェフ・ゴールドブラム
- ハリー ： ピーター・フォーク
- スティール博士 ： ジュリアン・サンズ
- インゴ ： グーギー・グレス
- カール ： ロナルド・G・ジョセフ
- バート ： マイケル・ラーナー
- フレッド ： スティーヴ・ブシェミ
- コンスエロ ： エリザベス・ペーニャ

## その他
当初ニック役に起用されていたダン・エイクロイドはローパーの演技力を危ぶんで降板した。後釜に起用されたジェフ・ゴールドブラムは、仕事のしやすい人だろうというローパーの予想に反して奇癖の持ち主であり、シーンに入っていく前に台本をパラパラめくり、小さな声で暴言を吐き、体を痙攣させるという行動を繰り返してローパーを苛立たせた。
コロンビア・ピクチャーズから『バイブス』のために一曲書いてほしいと頼まれたローパーはビリー・スタインバーグやトム・ケリーとともに「アンコンディショナル・ラヴ」というスローテンポの曲を書いたが、コメディ映画にふさわしくないとの理由で不採用となった。結局、デイヴィッド・ウルフの提案でリチャード・オレンジの「ホール・イン・マイ・ハート（オール・ザ・ウェイ・トゥ・チャイナ）」をアレンジして歌ったがラジオ局に不人気でヒットしなかった。後年ローパーは「アンコンディショナル・ラヴ」ならヒットしただろうと残念がった。